# Греция на Европейских играх 2015
Греция на I Европейских играх, которые прошли в июне 2015 года в столице Азербайджана, в городе Баку, была представлена 138 спортсменами..

## Награды

### Золото
| Золото |                      |                                |
| #      | Спортсмены           | Вид спорта (дисциплина)        |
| 1      | Элефтериос Петруниас | Спортивная гимнастика (кольца) |

### Серебро
| Серебро |                                        |                                                  |
| #       | Спортсмены                             | Вид спорта (дисциплина)                          |
| 1       | Михаил Геогриос Цанос                  | Карате (мужчины, до 84 кг)                       |
| 2       | Власиос Марас                          | Спортивная гимнастика (перекладина)              |
| 3       | Константинос Малгаринос, Анна Коракаки | Стрельба (пневматический пистолет, 10 м (микст)) |
| 4       | Димитриос Димитриу                     | Плавание (вольный стиль, 400 м)                  |

### Бронза
| Бронза |                         |                                       |
| #      | Спортсмены              | Вид спорта (дисциплина)               |
| 1      | Сборная по водному поло | Водное поло (женщины)                 |
| 2      | Сборная по водному поло | Водное поло (мужчины)                 |
| 3      | Электра Лебл            | Плавание (женщины, баттерфляй, 100 м) |
| 4      | Илиас Илиадис           | Дзюдо (мужчины, до 90 кг)             |

## Состав команды
Борьба
Греко-римская борьба
- Николаос Варкас
- Лаократис Кесидис
- Апостолос Мануилидис
- Петрос Мануилидис
- Владимирос Матиас
- Александрос Пападатос
- Димитриос Пападопулос

Велоспорт
 Велоспорт-маунтинбайк
- Димитриос Антониадис
- Данаи Струмпули

 Карате
- Спиридон Маргаритопулос
- Михаил Цанос
- Василики Панециду

 Триатлон
- Григорис Сувацоглу
- Джеймс Хронис
- Дениз Димаки

## Результаты

### Борьба
В соревнованиях по борьбе разыгрывалось 24 комплекта наград. По 8 у мужчин и женщин в вольной борьбе и 8 в греко-римской. Турнир проходил по олимпийской системе с выбыванием. В утешительный раунд попадали участники, проигравшие в своих поединках будущим финалистам соревнований. Каждый поединок состоит из двух раундов по 3 минуты, победителем становится спортсмен, набравший большее количество баллов. По окончании схватки, в зависимости от результатов в каждом из раундов спортсменам начисляются классификационные очки.
Мужчины
Греко-римская борьба
Легенда: 

VT — победа на туше; 

PP — победа по очкам с техническим баллом у проигравшего; 

PO — победа по очкам без технического балла у проигравшего; 

SP — техническое превосходство, победа по очкам с разницей более, чем в 6 баллов с техническим баллом у проигравшего; 

ST — техническое превосходство, победа по очкам с разницей более, чем в 6 баллов без технического балла у проигравшего; 

| Соревнование | Спортсмены            | Первый раунд               | 1/8 финала                      | Четвертьфинал        | Полуфинал                   | Финал                | Место |
| Соревнование | Спортсмены            | Соперник Результат         | Соперник Результат              | Соперник Результат   | Соперник Результат          | Соперник Результат   | Место |
| ------------ | --------------------- | -------------------------- | ------------------------------- | -------------------- | --------------------------- | -------------------- | ----- |
| до 59 кг     | Апостолос Мануилидис  | А. Гуцик (POL) В 3:1 (PP)  | В. Чобану (MDA) П 0:4 (ST)      | Завершил выступление | Завершил выступление        | Завершил выступление | 12    |
| до 66 кг     | Владимирос Матиас     | И. Леваи (SVK) П 0:4 (ST)  | Завершил выступление            | Завершил выступление | Завершил выступление        | Завершил выступление | 26    |
| до 75 кг     | Петрос Мануилидис     | Д. Пышков (UKR) П 0:4 (ST) | Завершил выступление            | Завершил выступление | Завершил выступление        | Завершил выступление | 25    |
| до 80 кг     | Николаос Варкас       | не участвовал              | Ю. Матузевичюс (LTU) П 1:3 (PP) | Завершил выступление | Завершил выступление        | Завершил выступление | 15    |
| до 85 кг     | Димитриос Пападопулос | А. Тамаш (ROU) П 0:5 (VT)  | Завершил выступление            | Завершил выступление | Завершил выступление        | Завершил выступление | 22    |
| до 98 кг     | Лаократис Кесидис     | не участвовал              | Д. Тимченко (UKR) П 0:3 (PO)    | Завершил выступление | Турнир за 3-е место         | Турнир за 3-е место  | 21    |
| до 98 кг     | Лаократис Кесидис     | не участвовал              | Д. Тимченко (UKR) П 0:3 (PO)    | Завершил выступление | М. Нумонви (FRA) П 0:3 (PO) | Завершил выступление | 21    |
| до 130 кг    | Александрос Пападатос | не проводится              | И. Чугошвили (BLR) П 0:4 (ST)   | Завершил выступление | Завершил выступление        | Завершил выступление | 14    |

### Велоспорт

#### Маунтинбайк
Соревнования по маунтинбайку проводилились в построенном специально для игр велопарке. Дистанция у мужчин составляла 36,7 км, а у женщин 27,9 км.
Мужчины
| Соревнование | Спортсмены           | Результат | Место | Отставание |
| ------------ | -------------------- | --------- | ----- | ---------- |
| Кросс-кантри | Димитриос Антониадис | LAP       | —     | —          |

Женщины
| Соревнование | Спортсмены      | Результат | Место | Отставание |
| ------------ | --------------- | --------- | ----- | ---------- |
| Кросс-кантри | Данаи Струмпули | LAP       | —     | —          |

### Гребля на байдарках и каноэ
Соревнования по гребле на байдарках и каноэ проходили в городе Мингечевир на базе олимпийского учебно-спортивного центра «Кюр». Разыгрывалось 15 комплектов наград. В каждой дисциплине соревнования проходили в три этапа: предварительный раунд, полуфинал и финал.
| Соревнование     | Спортсмены          | Предварительный раунд | Предварительный раунд | Предварительный раунд | Полуфинал | Полуфинал | Полуфинал | Финал                | Финал                | Итоговое место       |
| Соревнование     | Спортсмены          | Заплыв                | Время                 | Место                 | Заплыв    | Время     | Место     | Время                | Место                | Итоговое место       |
| ---------------- | ------------------- | --------------------- | --------------------- | --------------------- | --------- | --------- | --------- | -------------------- | -------------------- | -------------------- |
| K-1, 1000 метров | Кирьякос Сириопулос | 3                     | 3:51,165              | 6 (Q)                 | 3         | 3:49,098  | 9         | Завершил выступление | Завершил выступление | Завершил выступление |

### Карате
Соревнования по карате проходили в Бакинском кристальном зале. В каждой весовой категории принимали участие по 8 спортсменов, разделённых на 2 группы. Из каждой группы в полуфинал выходили по 2 спортсмена, которые по системе плей-офф разыгрывали медали Европейских игр.
Мужчины
| Соревнование | Спортсмены              | Групповой этап            | Групповой этап         | Групповой этап        | Групповой этап | 1/2 финала           | Финал                 | Итоговое место       |
| Соревнование | Спортсмены              | 1 поединок                | 2 поединок             | 3 поединок            | Место          | 1/2 финала           | Финал                 | Итоговое место       |
| ------------ | ----------------------- | ------------------------- | ---------------------- | --------------------- | -------------- | -------------------- | --------------------- | -------------------- |
| До 84 кг     | Михаил Цанос            | Группа B                  | Группа B               | Группа B              | Группа B       | У. Акташ (TUR) В 2:1 | А. Мамаев (AZE) П 1:1 | 2                    |
| До 84 кг     | Михаил Цанос            | А. Мамаев (AZE) Н 0:0     | К. Гриллон (FRA) В 5:4 | Я. Горуна (UKR) В 8:0 | 1 (Q)          | У. Акташ (TUR) В 2:1 | А. Мамаев (AZE) П 1:1 | 2                    |
| Свыше 84 кг  | Спиридон Маргаритопулос | Группа B                  | Группа B               | Группа B              | Группа B       | Завершил выступление | Завершил выступление  | Завершил выступление |
| Свыше 84 кг  | Спиридон Маргаритопулос | М. Нестровски (MKD) Н 0:0 | Э. Эркан (TUR) П 0:8   | Ш. Атамов (AZE) В 2:0 | 3              | Завершил выступление | Завершил выступление  | Завершил выступление |

Женщины
| Соревнование | Спортсмены        | Групповой этап            | Групповой этап          | Групповой этап          | Групповой этап | 1/2 финала           | Финал                | Итоговое место       |
| Соревнование | Спортсмены        | 1 поединок                | 2 поединок              | 3 поединок              | Место          | 1/2 финала           | Финал                | Итоговое место       |
| ------------ | ----------------- | ------------------------- | ----------------------- | ----------------------- | -------------- | -------------------- | -------------------- | -------------------- |
| До 68 кг     | Василики Панециду | Группа A                  | Группа A                | Группа A                | Группа A       | Завершил выступление | Завершил выступление | Завершил выступление |
| До 68 кг     | Василики Панециду | А.Т. Бухингер (AUT) П 1:2 | К. Вискаино (ESP) В 6:3 | И. Зарецкая (AZE) П 0:1 | 3              | Завершил выступление | Завершил выступление | Завершил выступление |

### Триатлон
Соревнования по триатлону состояли из 3 этапов — плавание (1,5 км), велоспорт (40 км), бег (9,945 км).
Мужчины
| Соревнование | Спортсмены         | Плавание | Смена | Велоспорт | Смена | Бег   | Итоговое время | Место | Отставание |
| ------------ | ------------------ | -------- | ----- | --------- | ----- | ----- | -------------- | ----- | ---------- |
| Мужчины      | Григорис Сувацоглу | 19:35    | 0:47  | 1:01:02   | 0:35  | 39:46 | 2:01:45        | 45    | +13:14     |
| Мужчины      | Джеймс Хронис      | 19:36    | 0:43  | 57:32     | 0:26  | DNF   | —              | —     | —          |

Женщины
| Соревнование | Спортсмены   | Плавание | Смена | Велоспорт | Смена | Бег | Итоговое время | Место | Отставание |
| ------------ | ------------ | -------- | ----- | --------- | ----- | --- | -------------- | ----- | ---------- |
| Женщины      | Дениз Димаки | 25:10    | 0:59  | LAP       | LAP   | LAP | —              | —     | —          |